# Mário Tomás Whately
Mário Tomás Whately (São Paulo, 16 de abril de 1885 — ?, 1943]]) foi um político brasileiro. Exerceu o mandato de deputado federal constituinte por São Paulo em 1934.